# Église Notre-Dame-du-Rosaire de Paris
Pour les articles homonymes, voir Église Notre-Dame-du-Rosaire.
L'église catholique Notre-Dame-du-Rosaire se situe 194 rue Raymond-Losserand, dans le quartier de Plaisance du 14e arrondissement de Paris ; elle est aussi accessible par la cité Blanche. De style romano-byzantin, elle est construite entre 1909 et 1911 sur les plans de Pierre Sardou. Elle fait partie des édifices labellisés Patrimoine du XXe siècle de Paris.

## Histoire
L'institutrice Marie Salomé Acher (Wolfisheim, 15 janvier 1826 - Paris 14e, 24 février 1895), appartenant à la congrégation des Filles du Cœur de Marie, ouvre en janvier 1885 une école dans le sud du quartier de Plaisance. La rue de Vanves — devenue en 1945 rue Raymond-Losserand — traverse du nord au sud ce quartier alors deshérité du récent 14e arrondissement.
L’abbé Roger Soulange-Bodin, vicaire de l'église Notre-Dame-de Plaisance qui deviendra Notre-Dame-du-Travail, assure le catéchisme à l’école de Mademoiselle Acher. Il fonde un oratoire, la chapelle Notre-Dame du Rosaire. Son successeur l’abbé Emmanuel Boyreau, marqué par la doctrine sociale de l'Église et l'encyclique Rerum Novarum, agrandit l'école, crée des patronages, des cercles et plusieurs associations. C'est ainsi que naissent les Œuvres de Notre-Dame du Rosaire. Elles seront développées par Jean Viollet, qui fondera les Œuvres du Moulin Vert.

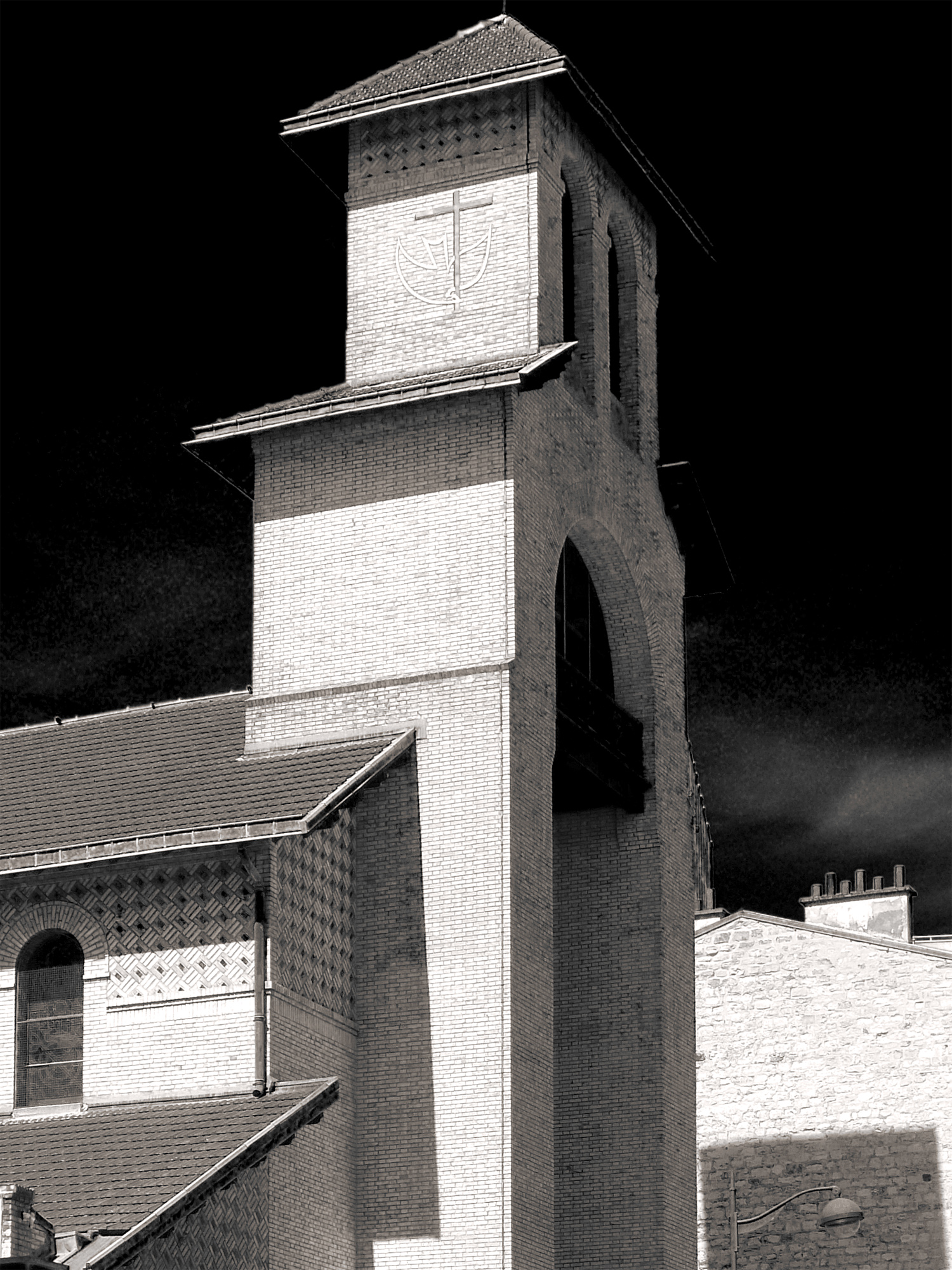
Clocher de l'église N.-D.-du-Rosaire.

En avril 1909, la Société Immobilière de la Région Parisienne organise  un concours auprès de ses architectes pour édifier une église paroissiale au 196 rue de Vanves. Le cahier des charges respecte les souhaits de l’abbé Boyreau. L'architecte Pierre Sardou voit son projet retenu. Il a conçu un édifice de style romano-byzantin inspiré par l'église des Saints-Apôtres de Florence. 
L'église est édifiée entre 1909 et 1911. Il s’agit de l’une des premières construites après la Loi de séparation des Églises et de l'État de 1905. 
Le 29 juin 1911 Léon Adolphe Amette, archevêque de Paris, consacre l'église sous le nom de Notre-Dame du Rosaire. Le 9 novembre 1911, il bénit le maître-autel.

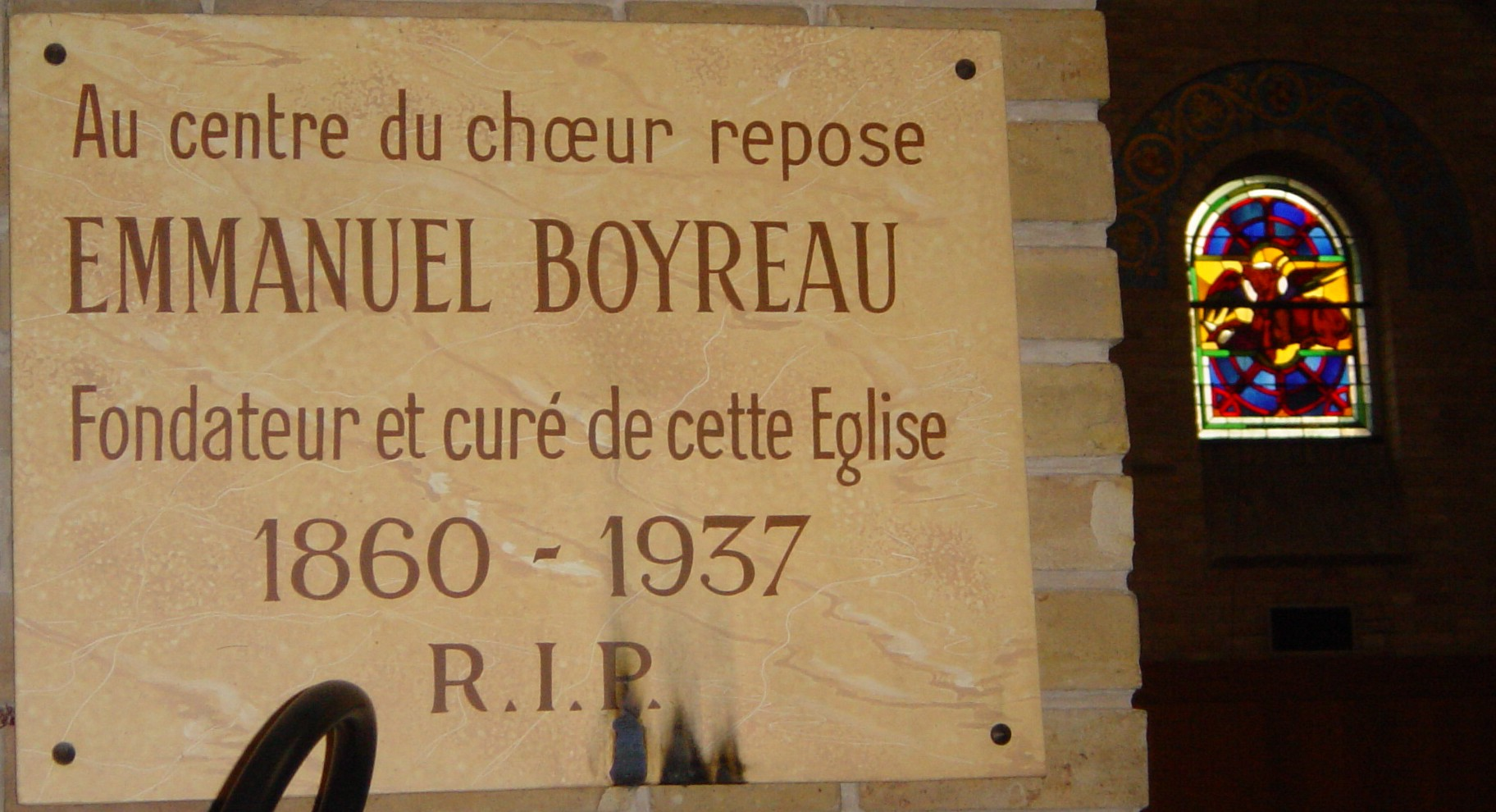
Plaque funéraire d'Emmanuel Boyreau.

En 1919, l'Académie des Beaux-Arts décerne à Pierre Sardou son prix Bailly pour l'église Notre-Dame du-Rosaire.
Après le concile Vatican II, la disposition du chœur est modifiée pour concélébrer la messe face aux fidèles. En 1967, un autel en granit remplace le maître-autel ; le ciborium, les luminaires et les grilles sont supprimés.
À la fin des années 1970, un narthex est construit pour faciliter l'accueil et économiser le chauffage.
Un oratoire est inauguré en 1980.
En 1996, l'église connaît une campagne de restauration :
- les briques sont nettoyées ;
- les mosaïques latérales sont mises au jour, celle du centre est restaurée ;
- le chœur est pourvu d'un nouvel équipement, son sol est élargi en arrondi vers l'assemblée.

À Pâques 2003, on inaugure un oratoire orné du vitrail des Noces de Cana par Jean-Louis Lambert.

### Liste des curés de la paroisse
- Emmanuel Boyreau (1911-1937), directeur des Œuvres de Notre-Dame du Rosaire, est nommé premier curé de la paroisse le dimanche 2 juillet 1911, lors d'une cérémonie présidée par Roger Soulange-Bodin, alors curé de l'église Saint-Honoré-d'Eylau ;
- Marcel Caillet (1937-1943) est nommé après le décès d'Emmanuel Boyreau ;
- Jacques Guilhem (1943-1951) ;
- Robert Leclercq (1951-1961) ;
- Paul Sénart (1961-1967) ;
- Roger Jaffrés (1967-1975) ;
- Pierre Chaveton (1975-1983) ;
- Henri Valois (1983-1992) ;
- Francis Barjot (1992-2001) ;
- Didier Duverne (2001-2005) ;
- Gérard Boët (2005-2017) ;
- Emmanuel Tois (2017-2021) ;
- Vincent Thiallier (depuis 2021) .

## Description
Omniprésente, la brique est redevenue jaune clair après la réfection extérieure et intérieure de 1996. Des vitraux éclairent un volume simple et clair, notamment la grande rose de l'abside qu'illumine le soleil couchant.
La voûte en bois présente une charpente apparente.

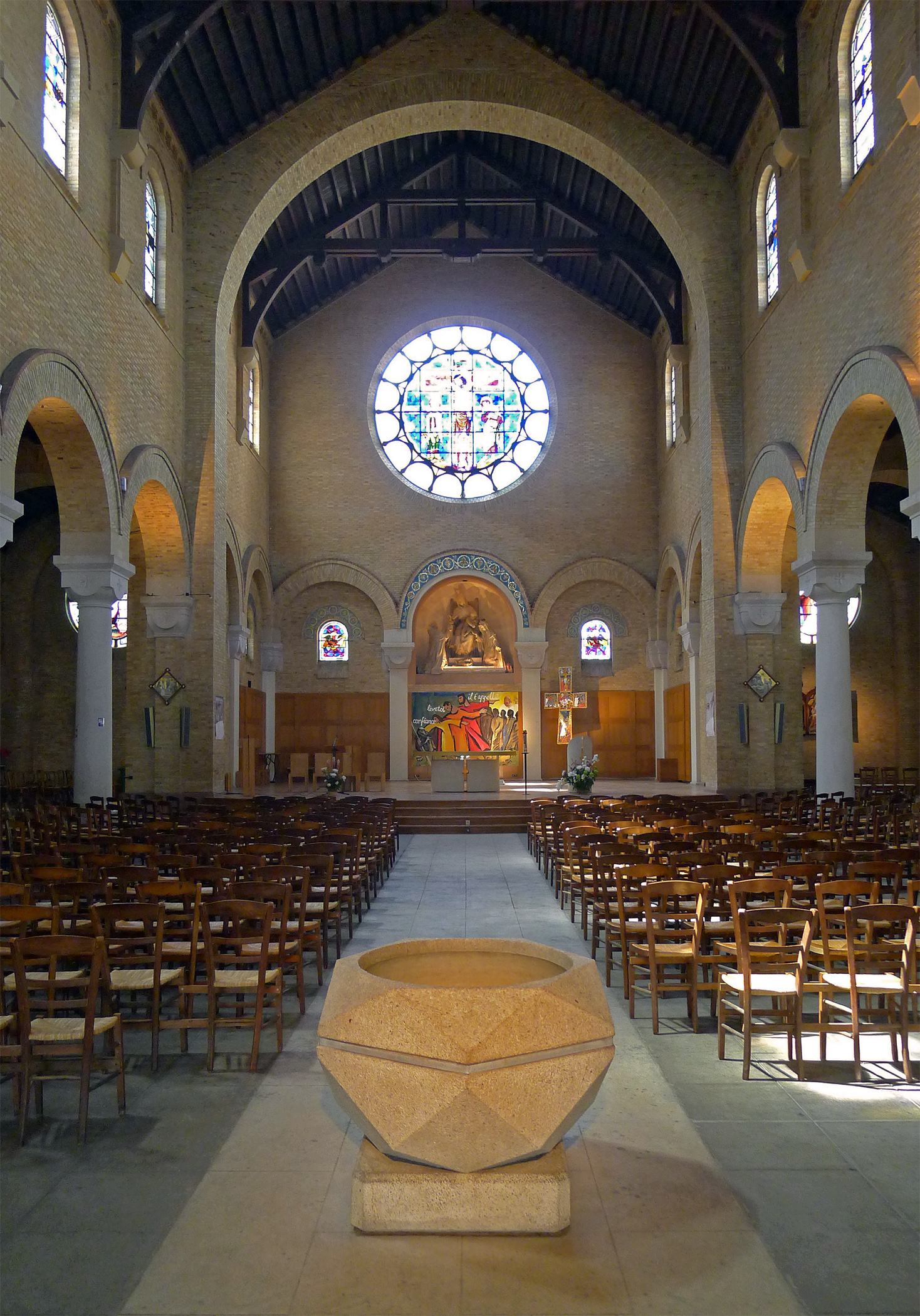
Nef, côté chœur.
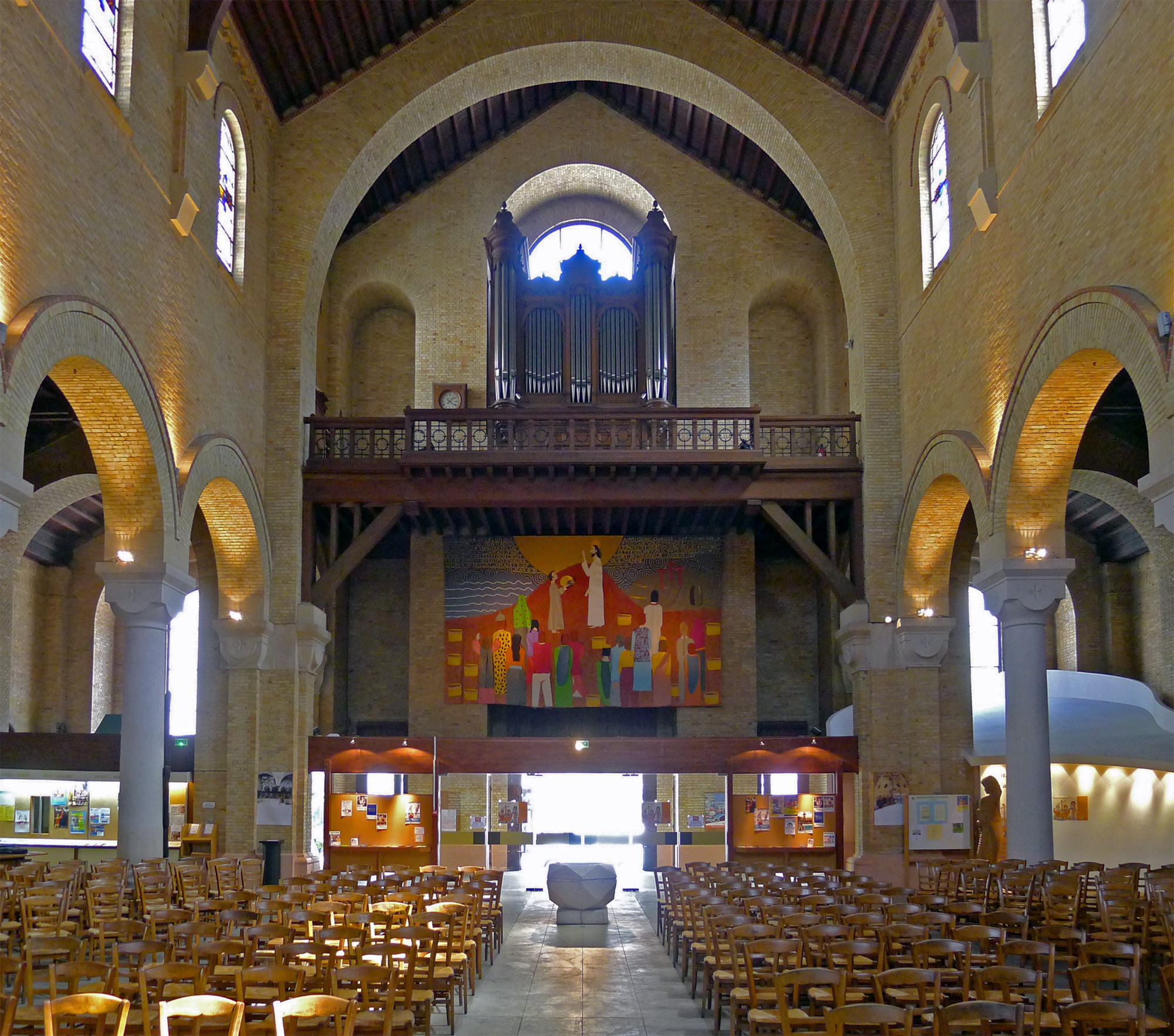
Nef, côté porte d'entrée.
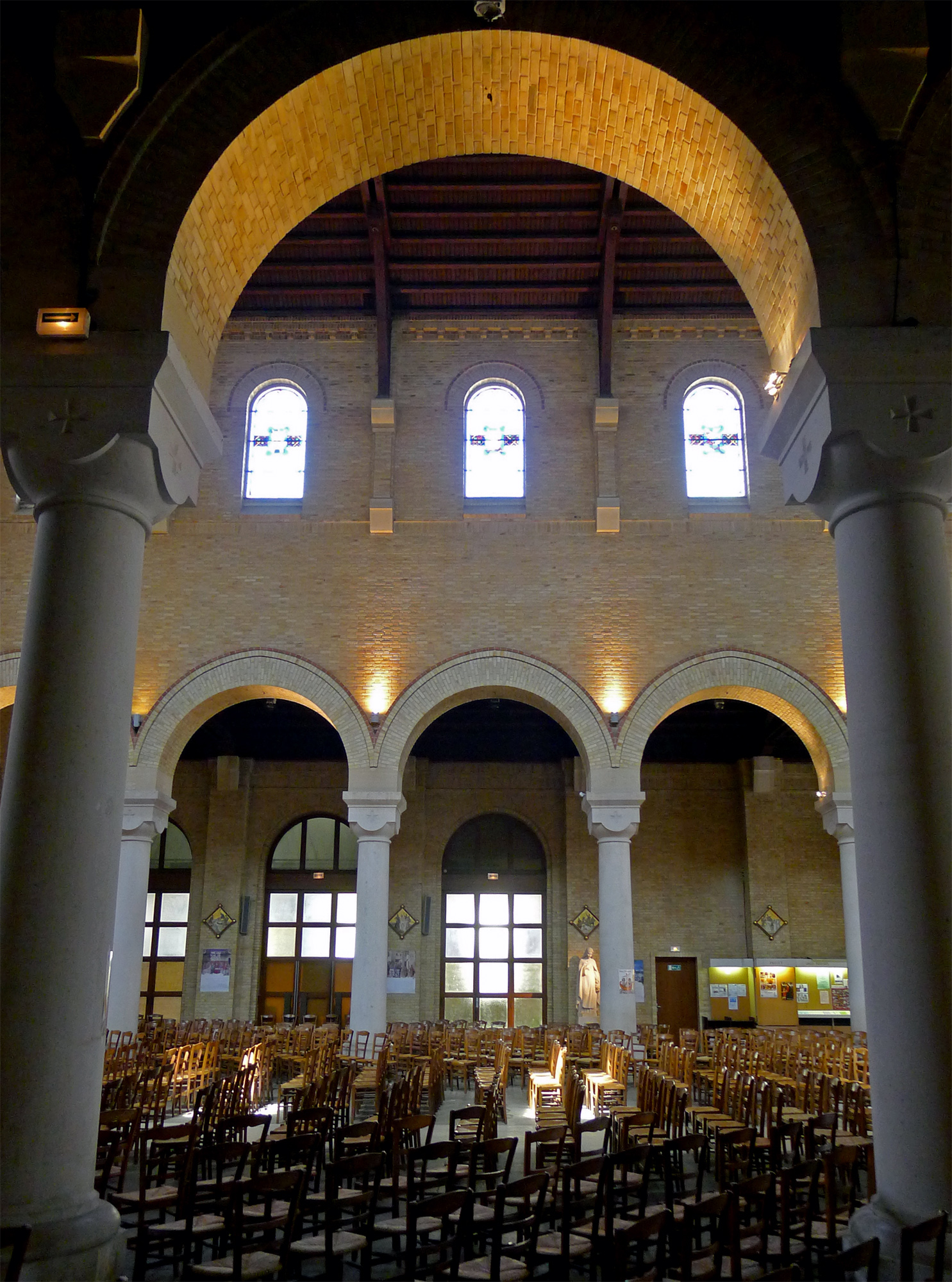
Travées.
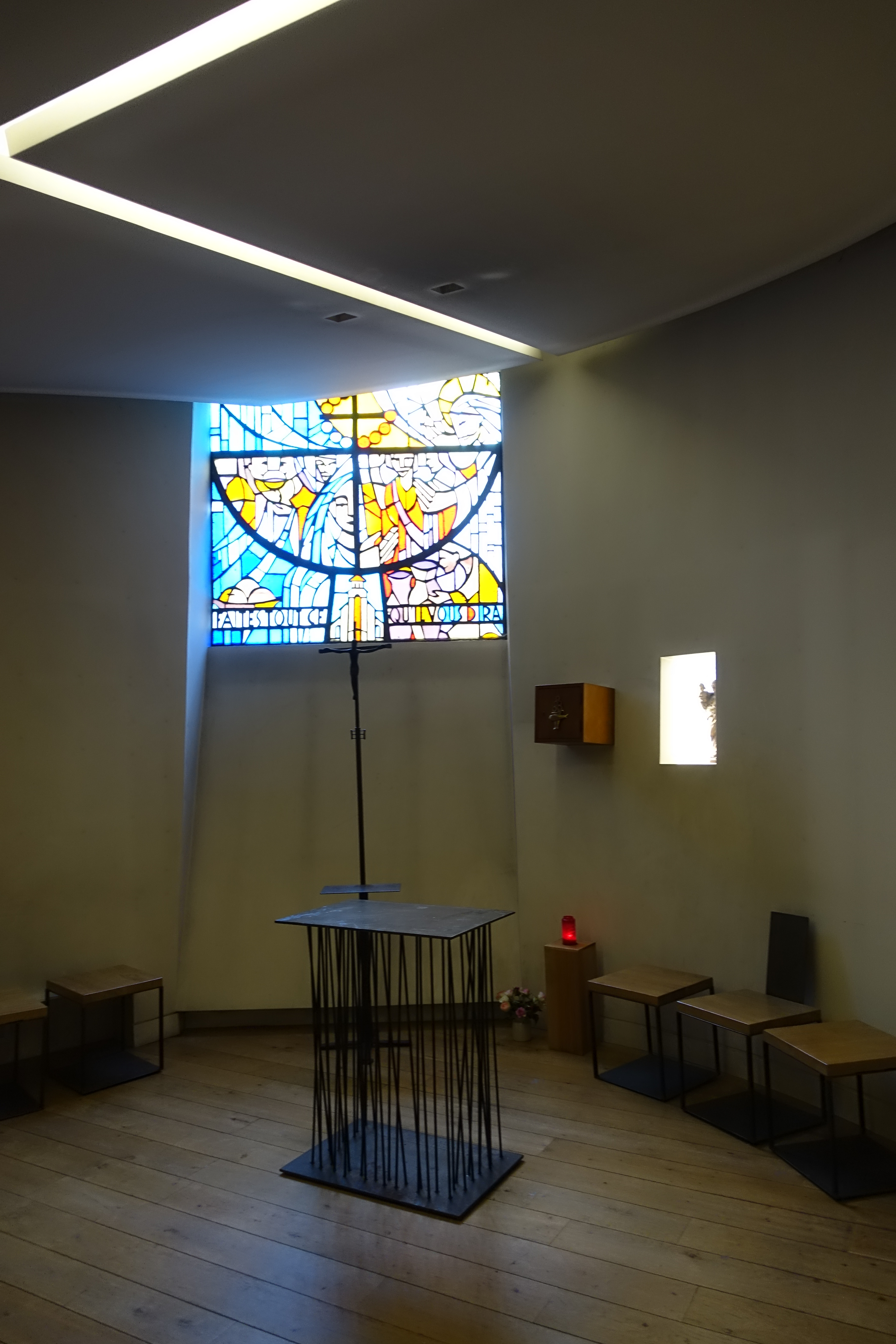
Oratoire avec un vitrail de Jean-Louis Lambert.

Œuvres d'art :

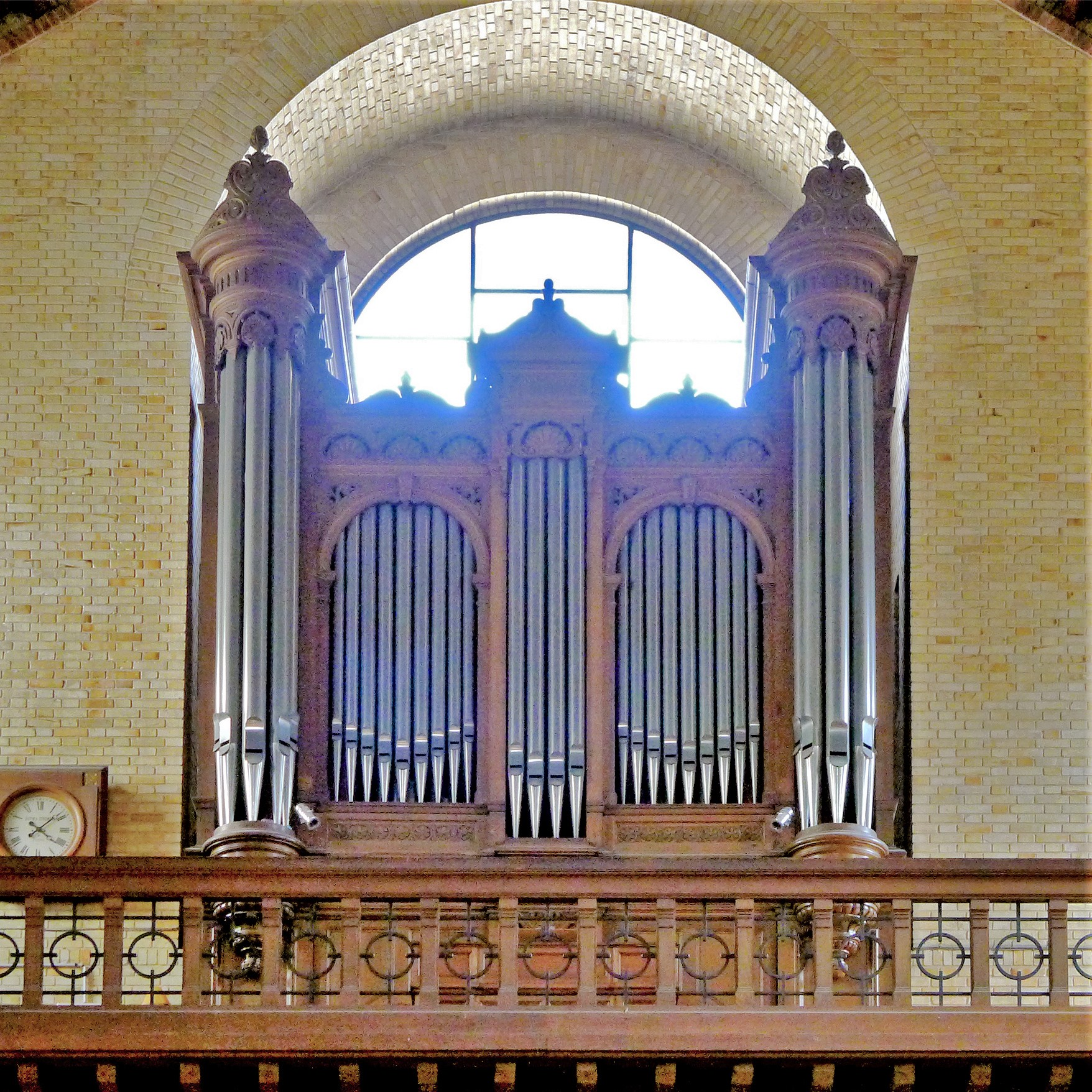
L'orgue de tribune.

- L’orgue, véritable bijou d'Aristide Cavaillé-Coll, construit en 1880, acquis par l'abbé Boyreau en 1913 pour l'église, restauré et agrandi en 1945 et complètement rénové à la fin des années 1990.
- Vitrail d'origine de la rose, de Henri-Marcel Magne, ayant pour thème La Crucifixion, est situé au chœur.
- Vitraux d’origine de Jacques Grüber. Les vitraux du premier niveau de l'autel montrent les quatre évangélistes (sur fond jaune), ceux du deuxième niveau montrent le noms de Jésus-Christ (sur fond rouge) et ceux de la nef récitent les litanies de la Vierge (sur fond bleu).
- Vitraux des deux chapelles latérales (Saint Joseph et l'Enfant Jésus et Le Sacré Cœur), ajoutés après l'érection de l'église.
- Groupe de pierre « La vierge et l'enfant Jésus remettant le rosaire à Saint-Dominique et à Sainte-Catherine de Sienne », d'après le tableau de Sassoferrato, sculptée par Paul Darbefeuille.
- Chemin de croix, de Henri-Marcel Magne, restauré dans les années 1990.
- Triptyque de Sainte-Anne ou de « L'Éducation de la Vierge », d'Henri-Marcel Magne, de 1913, restauré dans les années 1990.
- Statue de Sainte-Thérèse de l'Enfant Jésus en pierre, bas-côté droit, du sculpteur Albert Dubos (ancien élève des Ateliers d'art sacré).

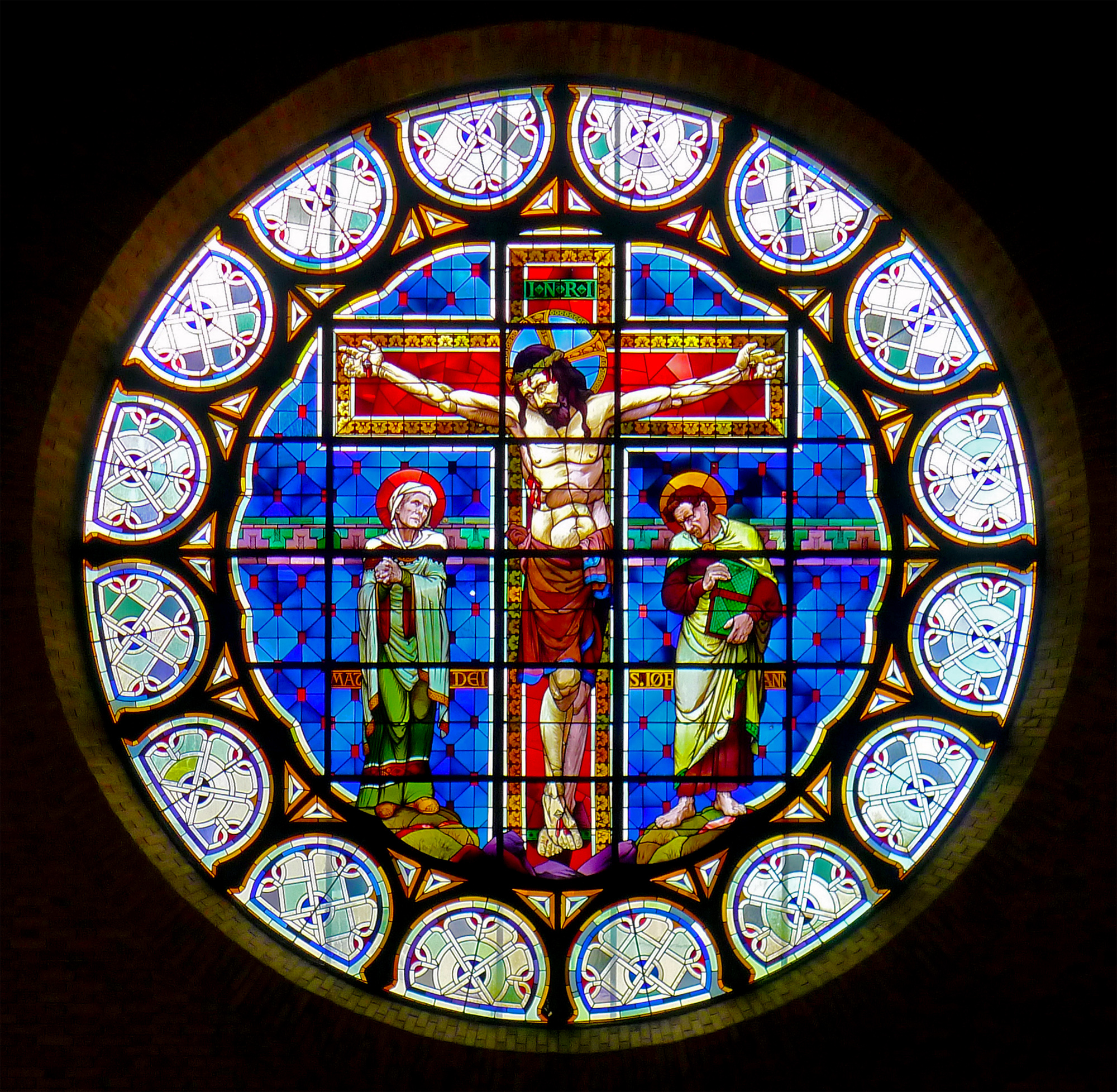
Vitrail du l'abside.
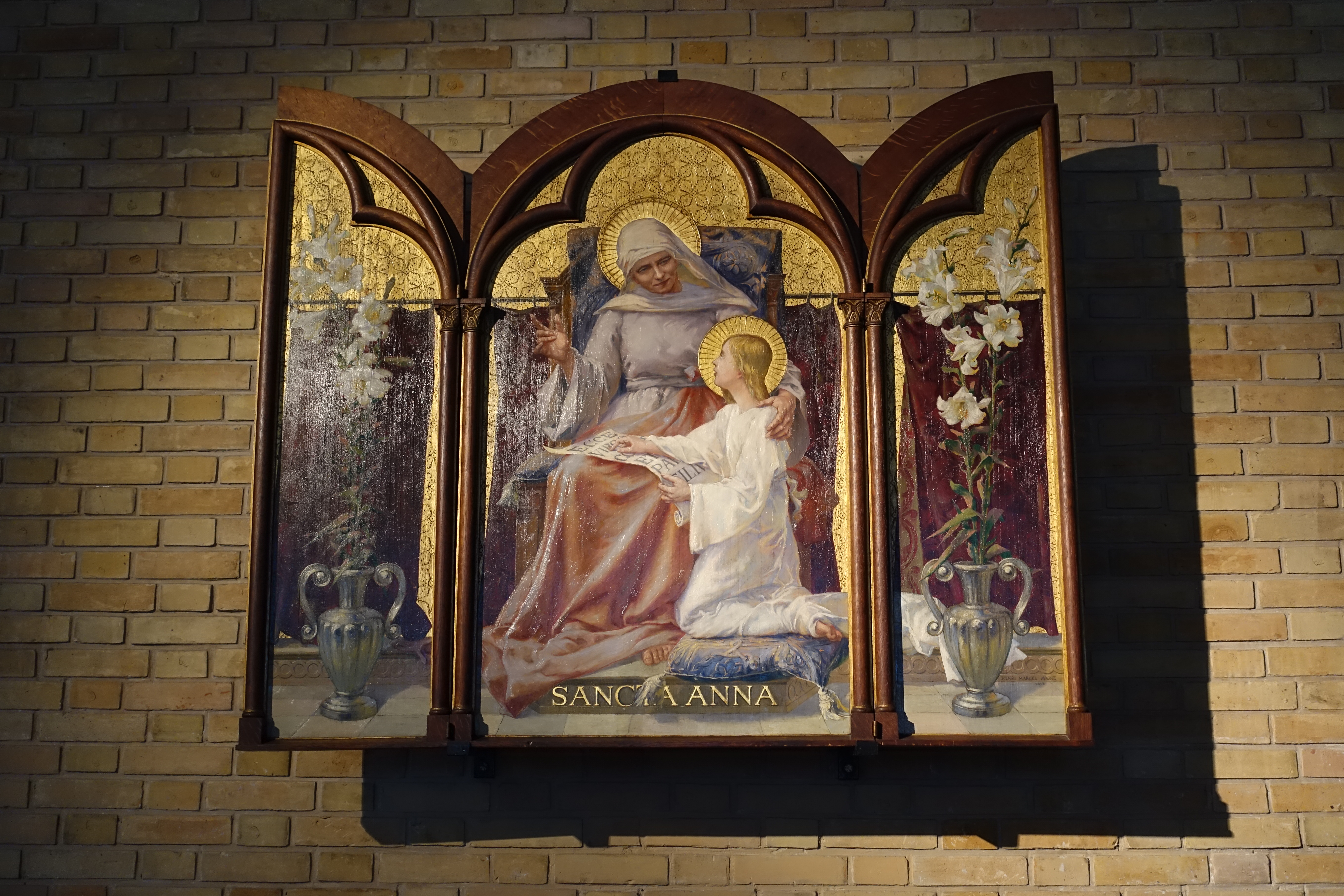
Triptyque de l'Éducation de la Vierge.
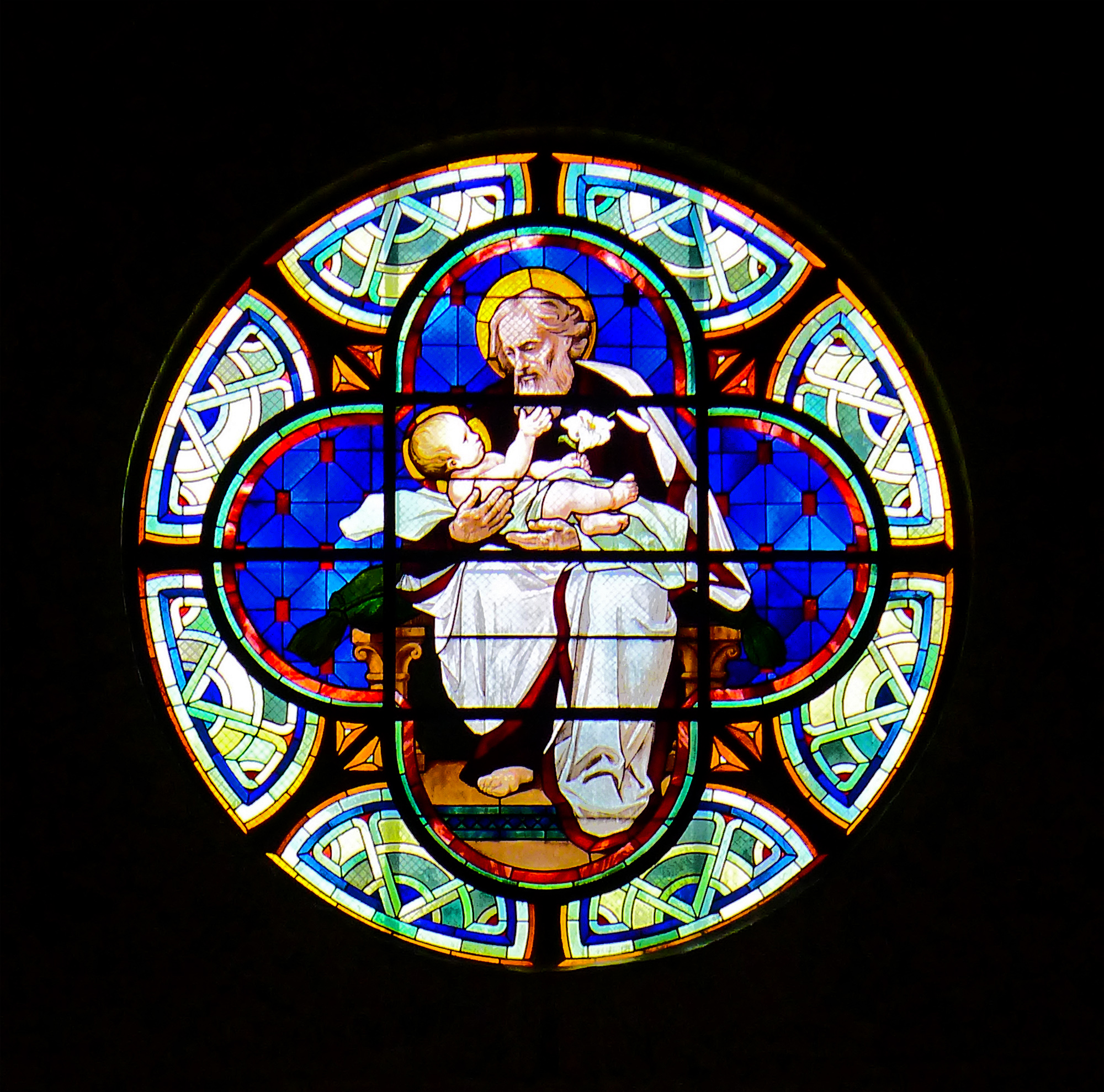
Vitrail du bas-côté gauche.

Éléments récents :
- Statue de Notre-Dame du Rosaire de Michel Serraz, à l’extérieur, inaugurée en 1958. Le père de l'artiste, Georges Serraz, également sculpteur, avait prévu la pierre. Éclairage de la statue le 8 décembre 2014, fête de l'Immaculée Conception, lors de l'Avent 2014.
- Narthex construit entre 1977 et 1980, conçu par l'architecte Bernard Delaye, surplombé de la phrase « Tout ce qu'il vous dira, faites-le » (Jn 2,5).
- Mosaïques du chœur, dévoilées et restaurées en 1996 (Jean-Louis Lambert).
- Éléments de la célébration : autel, ambon et sièges (conçus par Laurence Baufine-Ducrocq et réalisés par F. et J. Ledru)
- Oratoire, de 2001/2002, inauguré à Pâques 2003 (Nicolas Prével).
- Vitrail des Noces de Cana (Jean-Louis Lambert) installé dans l'oratoire.
- Statue de Notre-Dame-des-Nations (Joseph Pyrz) symbolisant la diversité de la population du quartier, à l’intérieur à gauche.
- Armoire des huiles saintes (Joseph Pyrz), inspirée du buisson ardent, à l’intérieur à droite.
- Signal en mosaïque, représentant la colombe et la croix, à l’extérieur aux deux côtés du clocher.

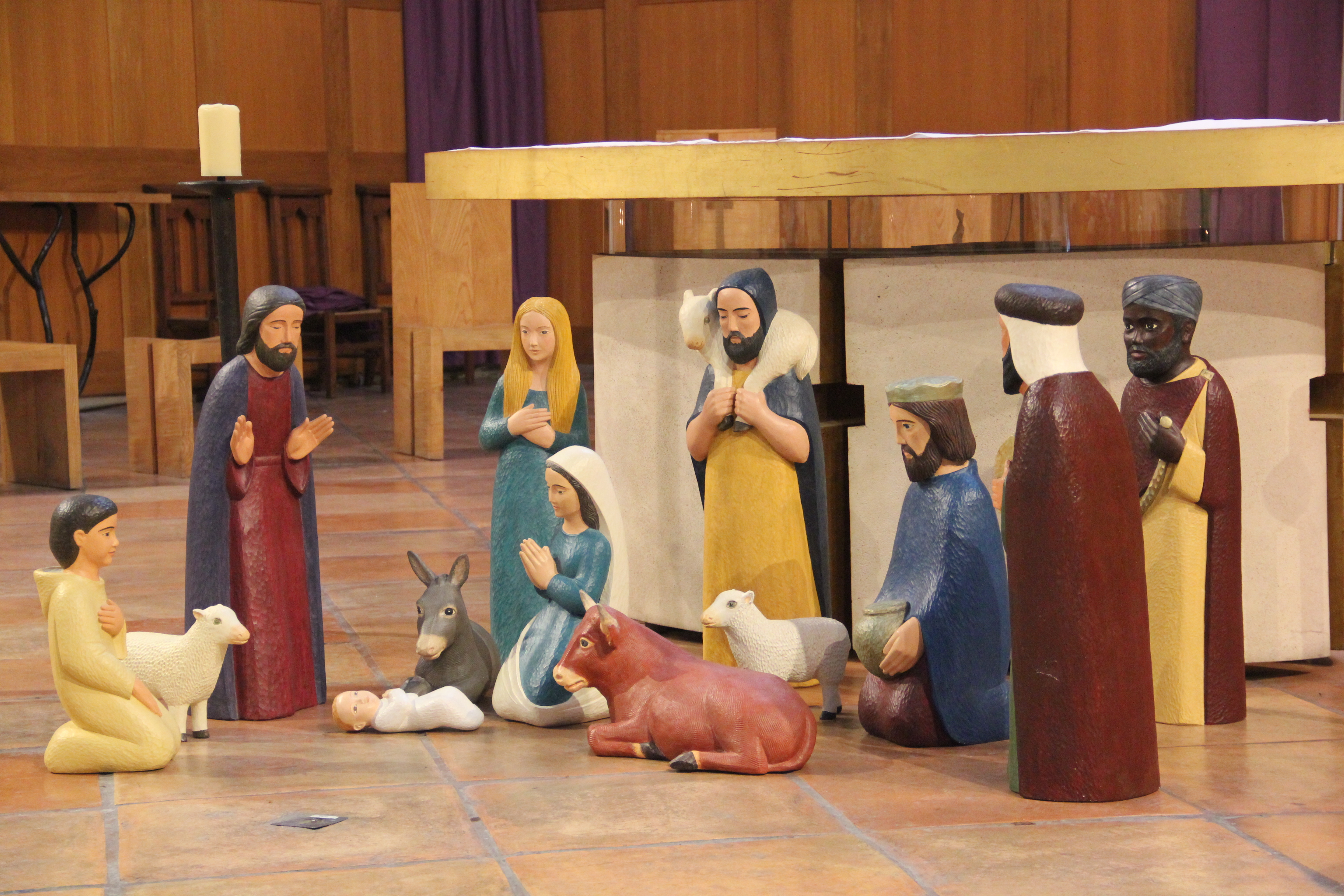
Crèche de la paroisse Notre-Dame-du-Rosaire de Paris.

- Cuve baptismale, à l'entrée de l'église.

Le label « Patrimoine du XXe siècle » du ministère de la Culture a été décerné à l'église Notre-Dame-du-Rosaire en 2011 (EA75000010) par la DRAC de l'Ile-de-France. La qualité architecturale, les données esthétiques et l’apport du point de vue de l’histoire sont des critères qui ont présidé à ce choix.
Une nouvelle crèche a été bénie au début de l’Avent 2022 afin de remplacer celle détruite lors de l’incendie de fin décembre 2020.

## Organisation et vie paroissiale
Les paroissiens, appelés les « rosariens » depuis des décennies, abrègent souvent le nom de leur paroisse en N.-D.R.
Instances de la paroisse : 
- L’équipe pastorale est composée par le père Vincent Thiallier, curé de la paroisse, un prêtre résident, le chanoine Philippe Dumas, supérieur adjoint de la maison Marie-Thérèse (maison de retraite pour les prêtres), le vicaire père Joseph Lebèze, également aumônier de l’hôpital Saint-Joseph, et un diacre permanent, Hervé Masurel. L’équipe est aidée par un séminariste, Erwan Saint-Macary.
- Le Conseil Pastoral, composé de l’équipe pastorale et de laïques de la paroisse, « assiste de façon régulière le curé de la paroisse dans ses responsabilités pastorales et de gouvernement de la paroisse ».
- Le Conseil Paroissial des Affaires économiques, composé également de laïques, assiste l’administrateur des biens de l’Eglise.

- Le Grand Conseil, ou Conseil Pastoral Élargi, réunit un représentant de chaque groupe ou service de la paroisse.

La paroisse est en étroite collaboration avec le doyenné, qui recouvre le territoire du 14e arrondissement, et les autres paroisses Saint Dominique, Notre Dame du Travail et Saint Pierre de Montrouge.
Lieu de prière, l'église accueille les messes dominicales (samedi 18 h, dimanche 10 h 30 et 19 h) et en semaine à l'oratoire. Plusieurs activités ont lieu, telles que des réunions de Prière, les Journées d'Amitié et des sorties paroissiales.
La paroisse a célébré son centenaire avec la devise « 1911-2011 Cent ans au cœur de notre quartier » du 8 mai 2011 à fin 2011.
Les derniers événements remarquables : 
- Année 2016 : expositions sur les grands témoins de la foi
- Avent 2015 : Année jubilaire de la miséricorde
- Avent 2014, année de la mission :  "le Rosaire hors les murs"  (expo-photo des crèches, concerts des chorales, crèches à l'extérieur et à l’intérieur, sapin décoré par les enfants...)

Le thème de l’année 2017 est "Si tu savais le don de Dieu".

## Associations, services et mouvements
L'accueil, assuré par une équipe de laïcs, à l'entrée de l'église, fournit des renseignements sur la paroisse.
L'accueil est ouvert du lundi au vendredi de 9 h à 12 h et de 16 h à 19 h et le samedi de 10 h à 12 h (hors vacances scolaires).
Chorales paroissiales : 
- "Chœur du Rosaire" dirigée par Jorris Soquet, avec un répertoire qui s’étend de l’époque baroque à la période contemporaine,
- "Joies du Rosaire" dirigée par Alain, Gnagne et Boniface Lèfre, avec un répertoire d’inspiration africaine ou antillaise.

Mouvements d'adultes :
- Alizés, regroupant des chrétiens du quartier originaires des Antilles et de la Guyane
- Comité catholique contre la faim et pour le développement (CCFD-Terre solidaire)
- Mouvement chrétien des retraités
- Relais Cité Blanche, accueil et dialogue avec nos amis de la rue
- Tournée de rue, maraude pour rencontrer les personnes sans domicile fixe
- Secours catholique
- Groupes de partage de l’Évangile
- MICI France (Ministère Catholique d'Intercession pour la Côte d'Ivoire)

Services et mouvements pour les jeunes : 
- Catéchisme (CE2, CM1 et CM2)
- Aumônerie (de la 6e au lycée)
- Scouts et Guides de France

Autres Services :
- Animation et liturgie
- Accueil
- Décoration florale
- Organisation des Journées de l'Amitié et des événements, chapelet, etc.

### Articles liés
- Liste des édifices labellisés « Patrimoine du XXe siècle » de Paris
- Liste des édifices religieux de Paris
- Archidiocèse de Paris